# Жужани
Жужани, жуаньжуани, жуань-жуани, жоужани, нируны (монг. нирун, кит. упр. 柔然, пиньинь róurán, палл. жоужань) — древнемонгольское племя, основавшее Жужаньский каганат (330—555).

## Этноним
Жуаньжуань — прозвище, которое присвоил себе Цзюйлухуэй, став вождем кочевья. Первоначально звучало как жоужань, но затем было изменено северовэйским императором Ши-цзу (423—452) на жуаньжуань.
Жужани упоминаются в китайских источниках под различными названиями. В «Вэй-шу» они выступают под именем жуаньжуань, в «Сун-шу» и «Лян-шу» — жуйжуй, в «Суй-шу» — жужу.
Этноним жужань учёные реконструируют как нирун (от древнего чтения иероглифов жоу жань — ниу ниан). Монгольский термин «нирун» переводится как «хребет», «крестец».
Также жужани были известны как датань и тантань по имени кагана Юйцзюлюй Датаня. К имени Датаня исследователи возводят название племени татар.

## Происхождение
Жужани представляли собой одно из монголоязычных племён группы дунху. В составе дунху исследователями были выделены следующие основные племена: ухуань, сяньби, цифу, туфа, шивэй, кумоси, кидань, туюйхунь и жуаньжуань.
А. В. Вовин предполагал, что жужаньский язык мог быть источником заимствований в древнетюркском языке из неизвестного языка, имеющего особенности, совершенно нехарактерные для любых алтайских языков (например, показатель женского рода -tu-). Позднее он присоединился к мнению, что язык жужаней относился к монгольской семье; тем не менее, П. К. Кроссли утверждает, что родственные связи жужаньского языка остаются загадкой, и не исключено, что он мог быть изолятом.

## История

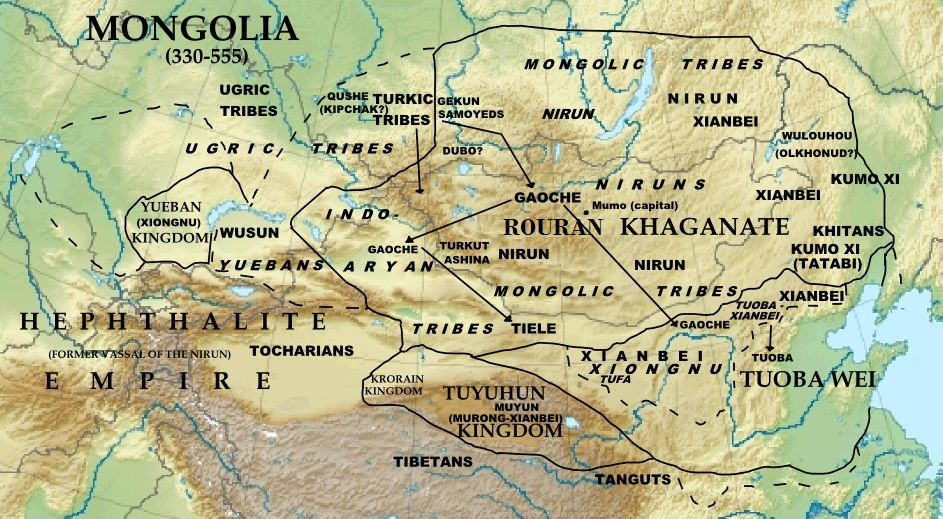
Жужаньский каганат

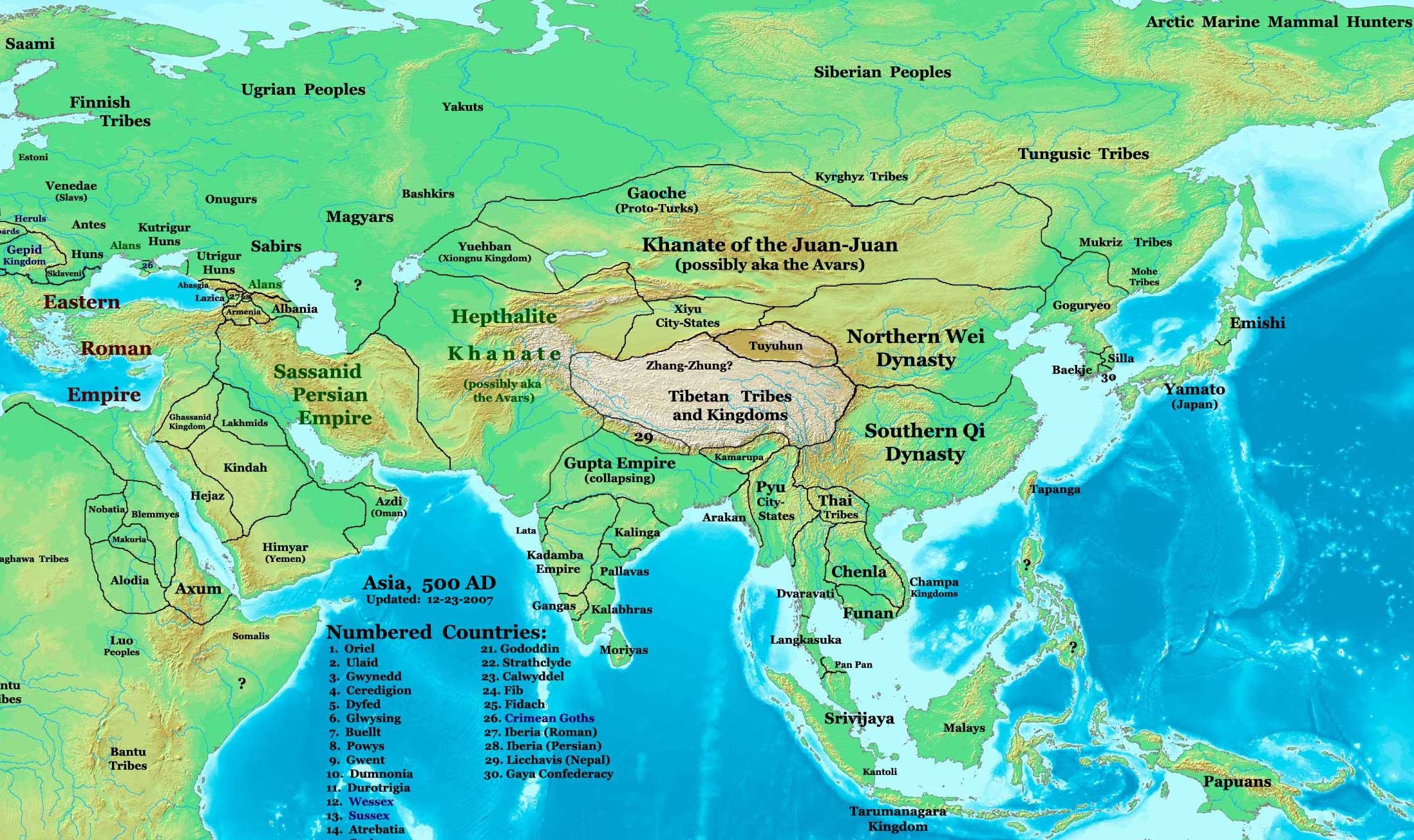
Азия в 500 году

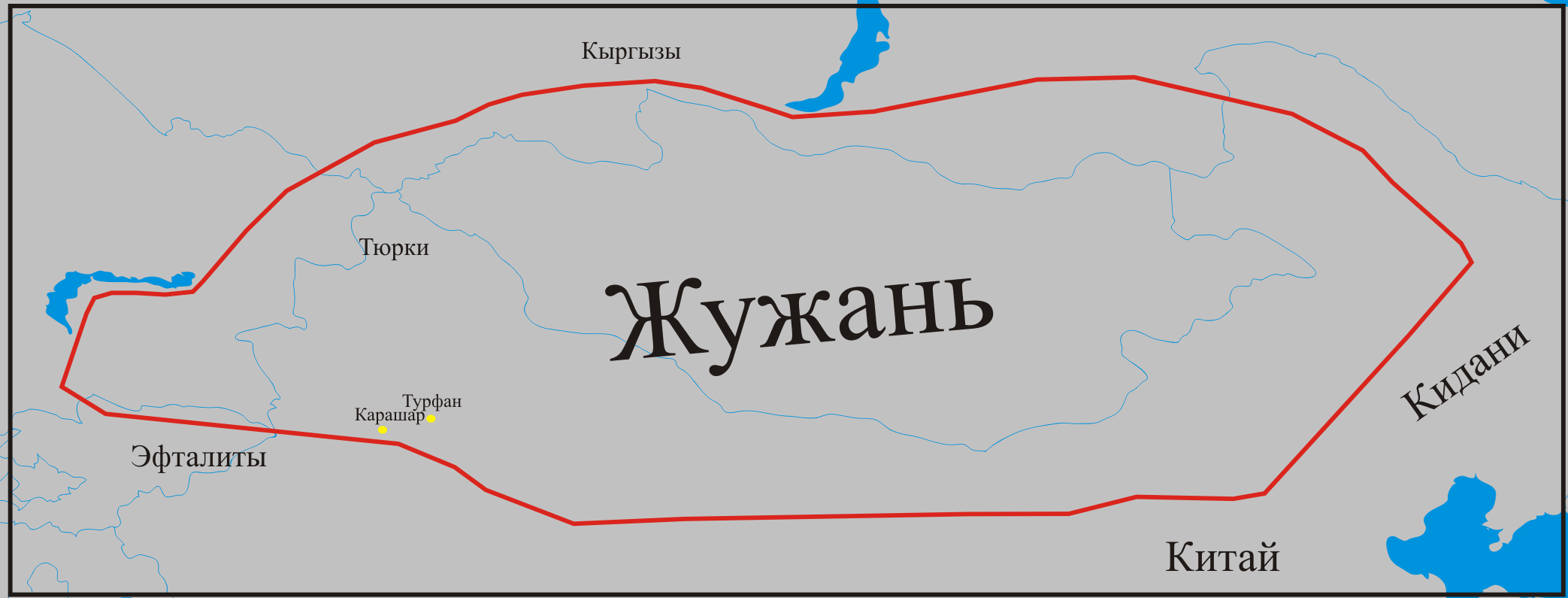
Карта Жужаньского государства

Племя жужаней сформировалось в конце III века. Их родоначальником считался Юйцзюлюй Мугулюй, служивший конным воином в войсках династии Северная Вэй. За невыполнение приказа (опоздание) он был приговорён к смерти. Мугулюй бежал и укрылся в ложбинах среди обширной пустыни, где собрал ещё 100 человек беглецов. Позже он пристал к кочевью Шуньтулинь (по В. С. Таскину, кочевье Шуньтулинь указано ошибочно вместо кочевья Хэтулинь) и стал его вождем.
После смерти Мугулюя вождём этого кочевья стал его сын Цзюйлухуэй. Автор «Вэй-шу» относит Цзюйлухуэя, первого из жуаньжуаней, возглавившего кочевье и присвоившего прозвище жоужань, к этнической группе дунху.
Согласно В. С. Таскину, подлинным создателем государства жуаньжуаней, включавшего в себя многочисленные племена и народы, был Юйцзюлюй Шэлунь (402—410). В 402 году Шэлунь присвоил себе титул каган, что на языке династии Вэй (т. е. сяньбийском языке) означает император. Так в Великой степи появился новый титул, сменивший титул шаньюй.
Шэлунь впервые установил военные законы, по которым 1000 человек составляла отряд (цзюнь) во главе с начальником, а 100 человек — знамя (чуан) во главе с вождем. Шэлунь, организовавший войска по десятеричной системе, одновременно ввёл феодальную собственность на пастбищные территории.
Шэлунь глубоко вторгся во владение гаоцзюйцев и подчинил себе различные кочевья. Он же в сражении на берегах Орхона разбил богатое и сильное владение, созданное остатками сюнну, и присоединил к себе его земли. В результате деятельности Шэлуня границы государства жуаньжуаней на западе дошли до земель владения Яньци (Карашар), на востоке — до владения Чаосянь, на севере они охватывали песчаную пустыню и доходили до Ханьхая (верховья Амура), на юге — до Великой пустыни Гоби. Под властью жуаньжуаней оказалась не только территория современной Монголии, но и Южная Маньчжурия и различные государственные образования в Таримской впадине.

## Потомки
С жужанями связано происхождение древнего монгольского рода чонос. Считается, что этот род ведёт своё происхождение от кагана жужаней Чоуну. Представители рода чонос (чино, буртэ-чино) являются потомками жужаней, переселившихся на территорию Эргунэ-куна, прародины монголов. Род чино (нукуз) был основным в составе дарлекинов. Крону родословного древа, образовавшегося от рода чино, составляют нирунские роды и племена. Дарлекины и нируны представляли собой два ответвления коренных монголов, известных в литературе как хамаг-монголы.
Часть жуаньжуаней переселилась на запад, в Европу, где под именем аваров заняла земли в Паннонии. Согласно В. С. Таскину, авары были в числе народов, на основе которых впоследствии формировались венгры, и они принесли с собой культуру центральноазиатских кочевников и алтайские элементы в языке. Авары оставили значительный след на археологической карте Восточной Европы.
К потомкам аваров, по мнению большинства венгерских учёных, относятся современные секеи, одна из субэтнических групп венгров. Согласно Н. Эрдели, секеи — потомки авар, вторгшихся в долину Дуная в VI в.
По мнению В. Попова, осколком древних жужаней являются современные жунжены, проживающие в составе селенгинских бурят на территории Бурятии. Жунжены — один из родов в составе второго атаганова рода. Ныне они проживают в Тапхаре, Ацае, в местности Кресты (по тракту от Загустая в Селенгинск), в Баин-Зурхэ, Ахуре и Тамче.